# Rhein Flugzeugbau
Rhein Flugzeugbau GmbH (RFB) var en tysk flygplansfabrik som etablerades 1957 vid flygplatsen i Mönchengladbach. Verksamheten upphörde under 1990-talet. 
Företagets mest kända konstruktion blev skolflygplanet Fantrainer 400, som levererades till tyska flygvapnet och det thailändska flygvapnet under 1980-talet. 
Under 1972 kontaktades man av det amerikanska företaget North American Rockwells flygdivision om ett samarbete att utveckla en jetversion av Bronco. Flygplanet, som försågs med en GE J-85 motor, gavs modellbeteckningen OV-10B och användes av RFB för bogsering av luftmål för tyska försvaret. Sex ombyggnads satser tillverkades. Utöver det exemplar som flög i Tyskland flögs ett prototypflygplan av North American Rockwell i USA. Resterande fyra satser skrotades.
Under 1990-talet fick fabriken en förfrågan om ett nytt skolflygplan för grundläggande flygskolning. Eftersom MFI-10 Vipan från Malmö flygindustri redan till stor del uppfyllde de önskade kraven, köpte man ett avställt flygplan från Flygvapenmuseum. På fabriken bytte man ut motorn och monterade på en trebladig propeller. Därefter ställdes planet ut på flygmässan Le Bourget 1994. Köparna valde slutligen ett flygplan från en konkurrerande leverantör.

## Flygplanstyper
- RFB Fanliner
- Fantrainer 400
- RFB Fantrainer 600
- RFB Fantrainer 800
- RFB Sirius
- RFB X-113 amfibieflygplan konstruktör Alexander Lippisch
- RFB-X-114
- Bronco OV-10B